# رافاييل كامبو
رافاييل كامبو (بالإنجليزية: Rafael Campo)‏ هو شاعر أمريكي، ولد في 1964 في دوفر في الولايات المتحدة.